# Jamaica's Most Wanted
Jamaica's Most Wanted è il secondo album studio di Bounty Killer.

## Tracce
1. Roots Reality and Culture
2. Kill For Fun
3. Gun Thirsty
4. Girl Say Yes
5. Coppershot
6. Disrespect
7. Spy Fi Die
8. Long Donkey Cod
9. Lodge
10. New Gun
11. Man Ah Suffer
12. Dub Fi Dub
13. Mine The Girl Dem
14. Love Is Lovely
15. Glamity And Gumsion